# Chytroglossa marileoniae
Chytroglossa marileoniae är en orkidéart som beskrevs av Heinrich Gustav Reichenbach. Chytroglossa marileoniae ingår i släktet Chytroglossa och familjen orkidéer. Inga underarter finns listade i Catalogue of Life.

## Bildgalleri

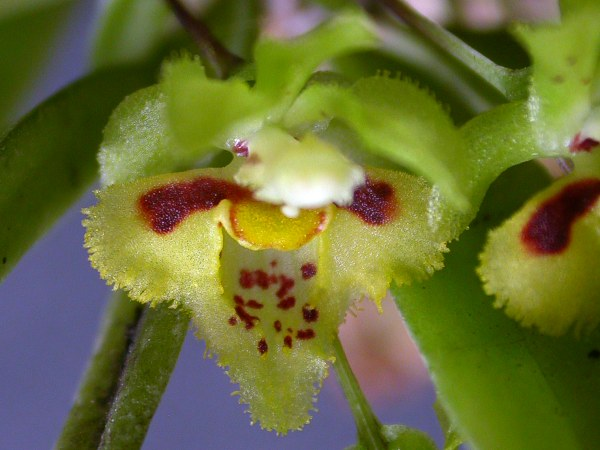
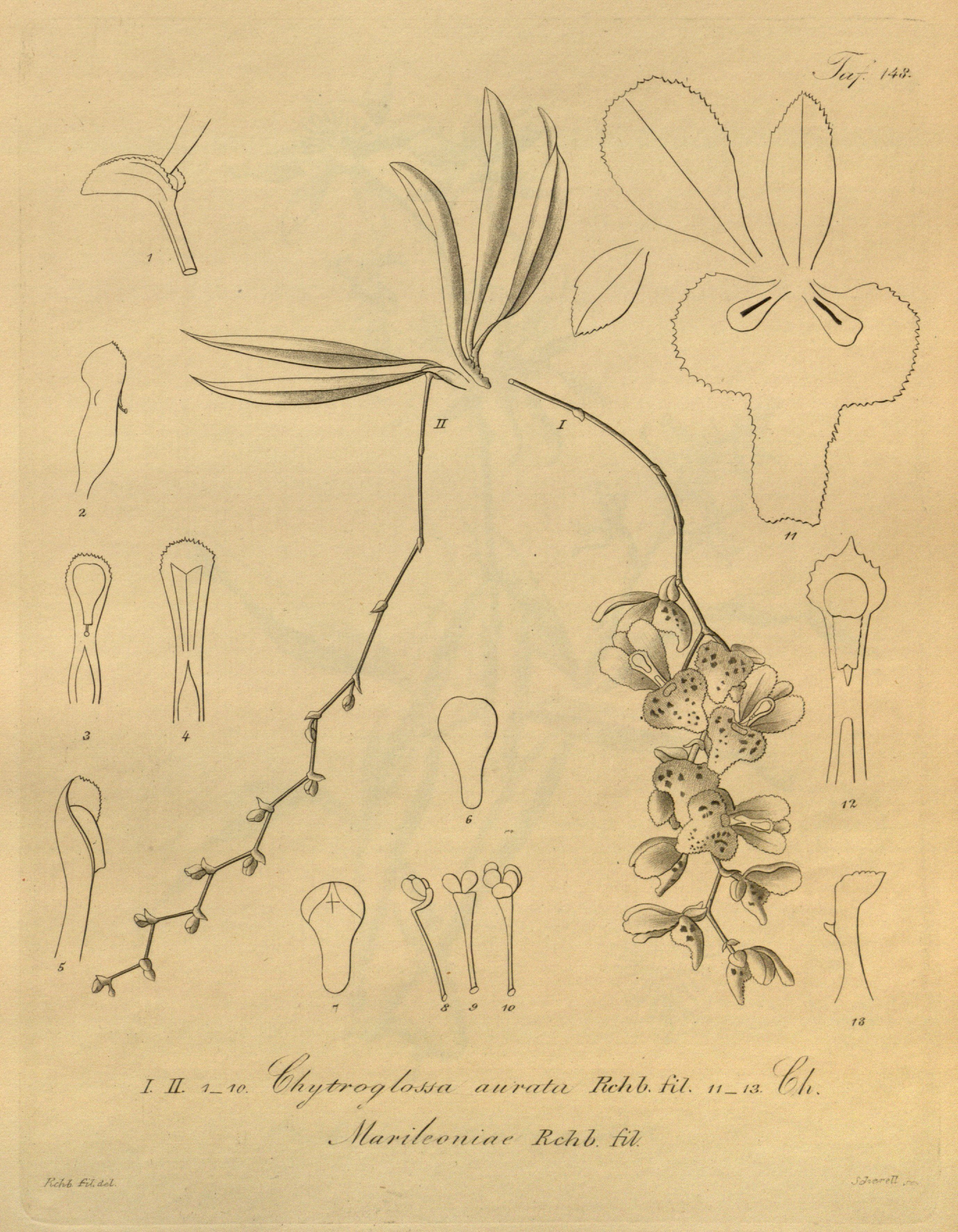